# حسام‌الدین هذبانی
حسام‌الدین علی بن علی هذبانی برادر سیف الدین هذبانی در نیمه قرن هفتم قمری حاکم دمشق بود.حسام الدین قبل از آن مدتی که سلطان مصر پایتخت را به جهت جنگ‌های صلیبی رها کرده بود، نماینده سلطان در قاهره بود.